# Bernd Budt
Bernd Budt (* 27. Mai 1958) ist ein ehemaliger deutscher Fußballspieler.

## Karriere
Budt wechselte zur Saison 1979/80 zum Wuppertaler SV und kam in dieser Saison sieben Mal in der 2. Bundesliga Nord zum Einsatz. Sein erstes Spiel war die 0:4-Niederlage beim SC Fortuna Köln. Bei der 2:3-Niederlage gegen den DSC Wanne-Eickel konnte er in der 88. Minute noch das 2:3 machen und damit sein einziges Tor für den Verein erzielen. Nach dem Abstieg der Wuppertaler verließ Budt den Verein.
Zurzeit ist er Mitglied im Ältestenrat des SSV 07 Sudberg. Im Jahr 2013 war Budt zudem für einige Spiele Trainer der ersten Mannschaft.